# Nick Stöpler
Nick Stöpler, né le 22 novembre 1990 à Woerden, est un coureur cycliste et entraineur néerlandais.

## Biographie
En 2012, Stöpler a fait une grave chute lors des Six Jours à Ahoy, entraînant une rupture du tendon du quadriceps. En conséquence, il a raté la saison cycliste 2012, y compris les Jeux olympiques de Londres.
En 2016, il devient commentateur cycliste sur la chaîne Eurosport. En août 2022, il devient entraineur des sprinteurs néerlandais sur piste.

## Palmarès sur piste

### Championnats d'Europe
- Anadia 2011
  -  Médaillé d'argent de la course aux points espoirs
  -  Médaillé de bronze de l'américaine espoirs

### Championnats nationaux
- 2006
  -  Champion des Pays-Bas de l'américaine juniors (avec Michael Vingerling)
  - 2e du championnat des Pays-Bas de poursuite juniors
- 2007
  -  Champion des Pays-Bas de l'américaine juniors (avec Michael Vingerling)
- 2008
  - 2e du championnat des Pays-Bas de l'américaine
- 2009
  -  Champion des Pays-Bas de l'américaine (avec Michael Vingerling)
- 2010
  - 3e du championnat des Pays-Bas de l'américaine
- 2011
  -  Champion des Pays-Bas de la course aux points
  - 3e du championnat des Pays-Bas de poursuite
- 2013
  - 2e du championnat des Pays-Bas du scratch
- 2015
  - 3e du championnat des Pays-Bas de l'américaine
- 2016
  -  Champion des Pays-Bas de l'américaine (avec Melvin van Zijl)

### Six Jours
- Six Jours de Tilbourg : 2011 (avec Yoeri Havik)

## Palmarès sur route
- 2015
  - 2e du championnat des Pays-Bas des élites sans contrat